# Spencer Davis

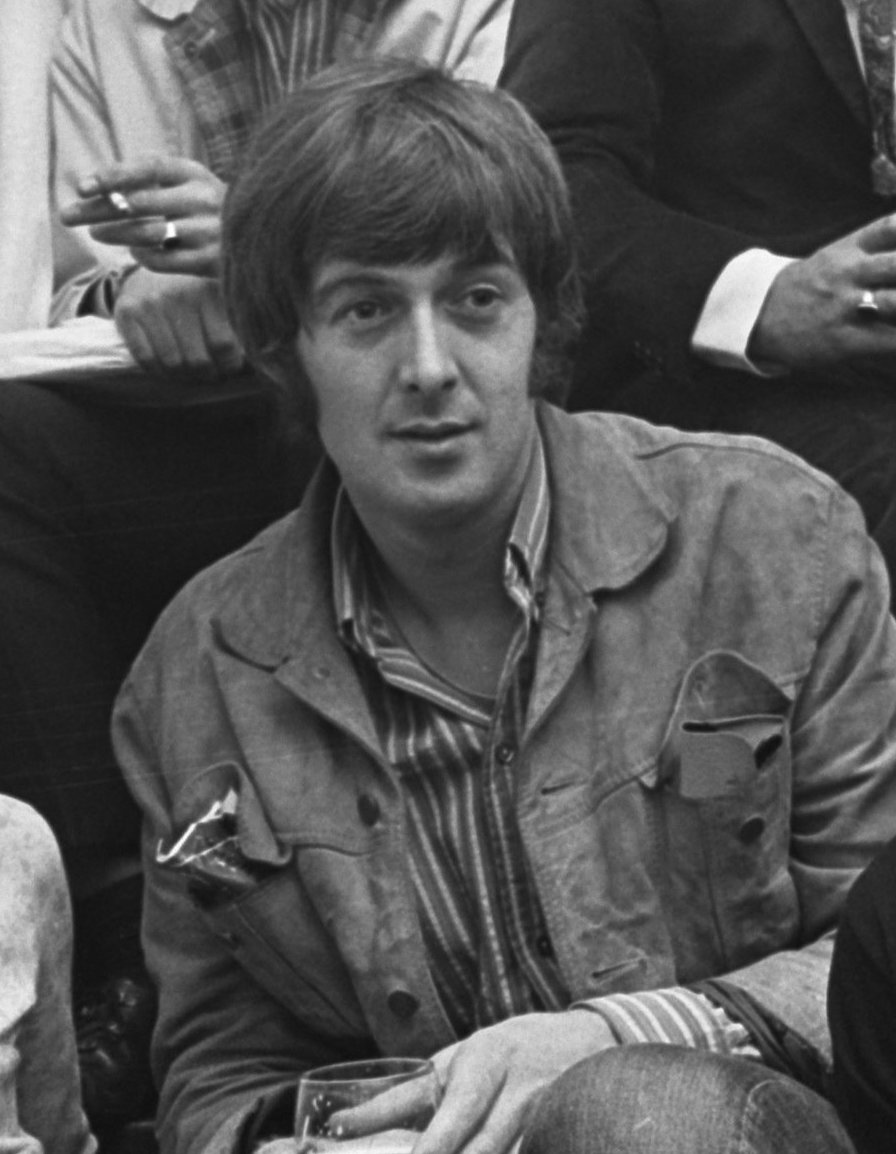
Spencer Davis in 1966

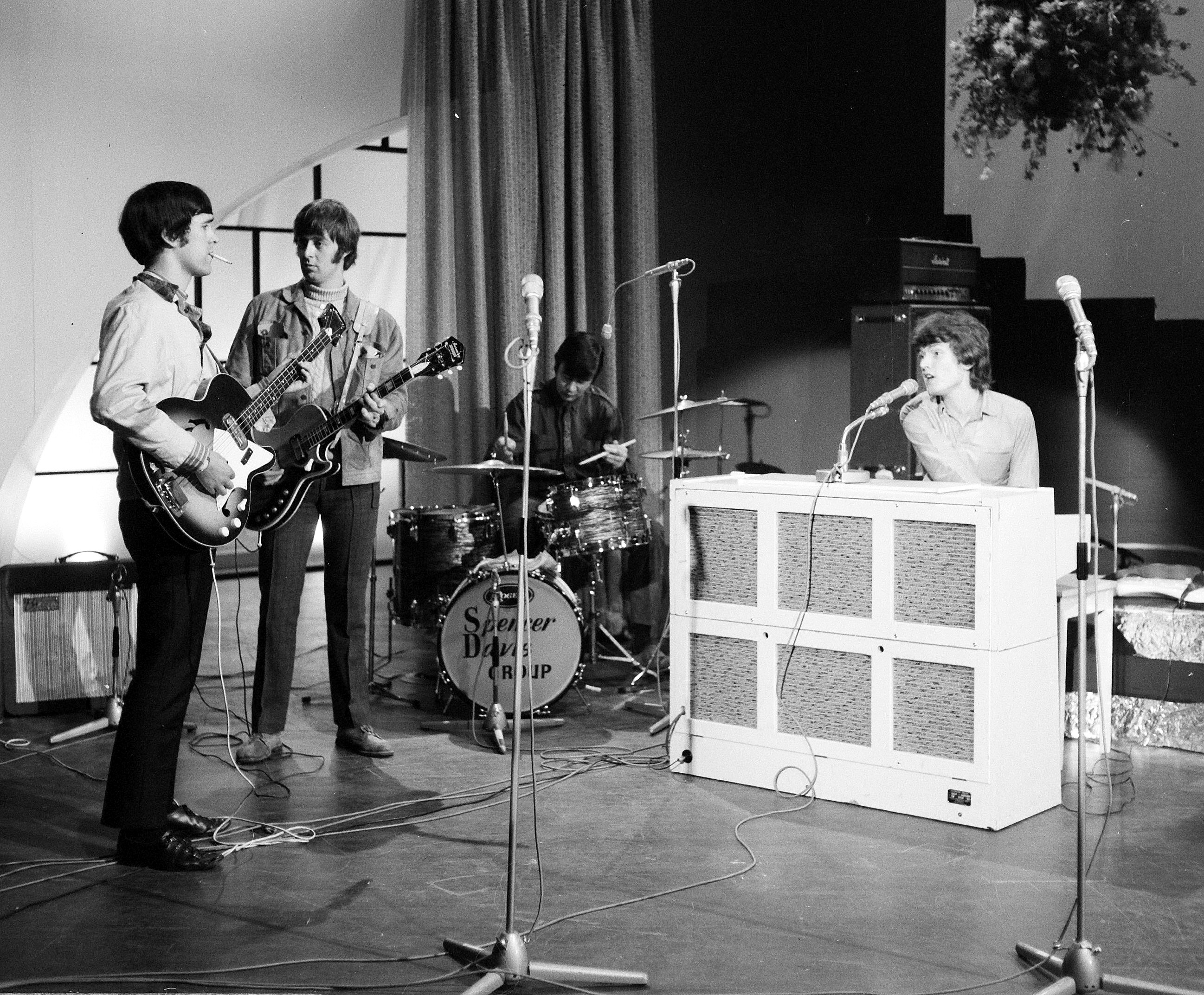
The Spencer Davis Group in 1966, v.l.n.r. Muff Winwood, Spencer Davis, Pete York, Steve Winwood

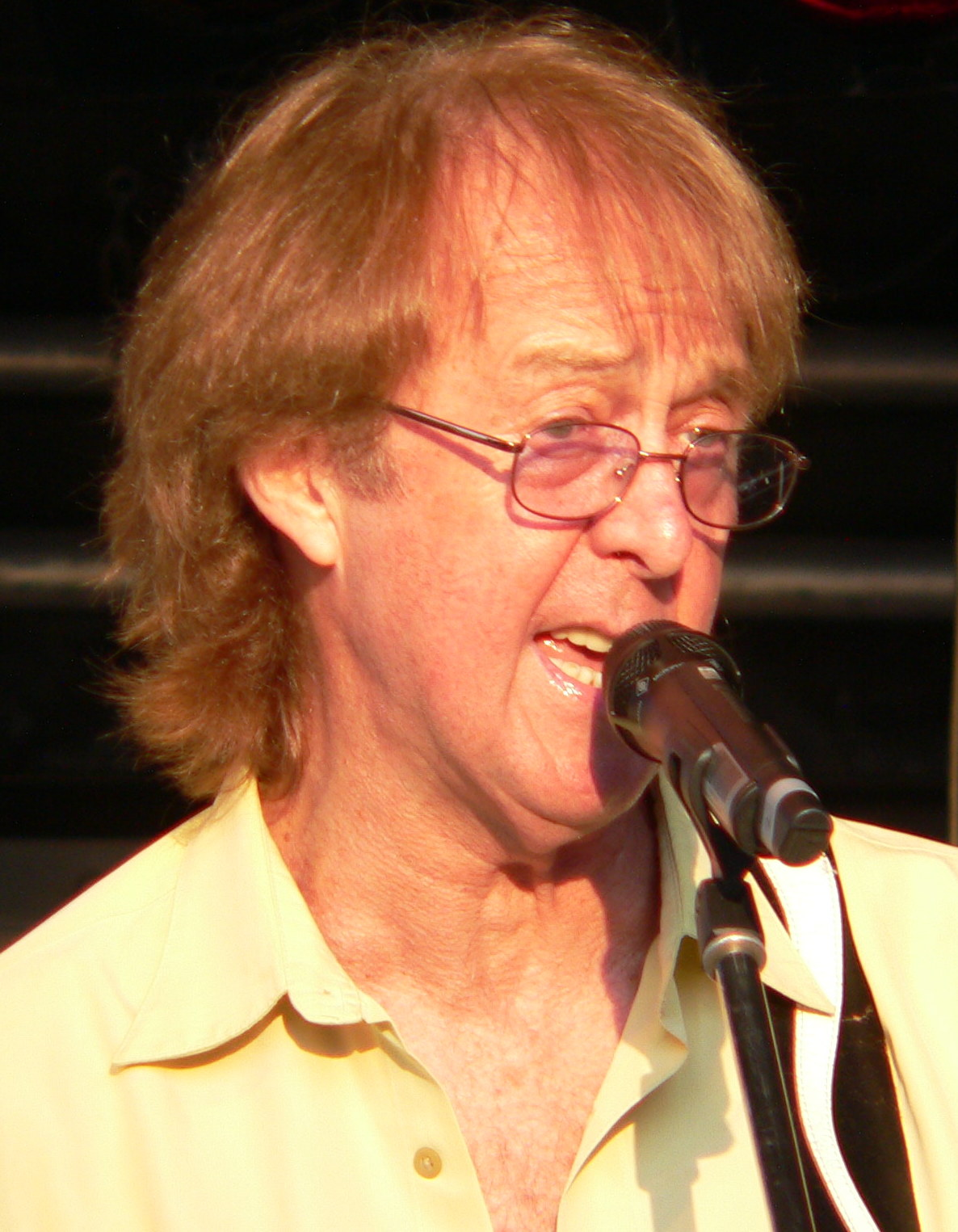
Spencer Davis in 2006

Spencer Davis, geboren als Spencer David Nelson Davies (Bon-y-maen nabij Swansea, 17 juli 1939 – Los Angeles, 19 oktober 2020) was een Welshe zanger en gitarist, voornamelijk bekend als naamgever van The Spencer Davis Group. Hij speelde ook piano en mondharmonica.

## Levensloop
Davis begon met muziek toen hij zes jaar oud was. Als zestienjarige verhuisde hij naar Londen en werkte er als postbeambte. In die tijd begon hij te sparen voor een eigen gitaar, want hij was onder de indruk van de muziek van Big Bill Broonzy, Huddy Ledbetter, Davey Graham, John Martyn, Alexis Korner en Long John Baldry. In 1960 ging hij Duits studeren aan de Universiteit van Birmingham. Van zijn studiebeurs kocht hij geen studieboeken maar een gitaar, met als motto: met boeken verdien je geen geld voor een gitaar, maar andersom wel. Hij had als straatmuzikant toen al overal en nergens gespeeld en ook muziek van Buddy Holly opgenomen. Hij keerde terug in Birmingham om als leraar te werken bij Yardley’s Whittington Oval Junior School. Hij kwam in aanraking met Christine Perfect (de latere Christine McVie van Fleetwood Mac), met wie hij het clubcircuit afging. 
Hij kwam met Pete York terecht in de Excelsior Jazz Band. Nadat ze in 1963 de broers Mervyn ("Muff") en Steve Winwood hadden horen spelen in een club in Birmingham, besloten ze met hen een groep op te richten, die eerst Rhythm and Blues Quartet heette en vanaf 1964 The Spencer Davis Group. Internationaal scoorden ze hits met nummers als Keep On Running, Somebody Help Me, Gimme Some Lovin' en I'm a Man. De band werd na het vertrek van de broers Winwood voortgezet door Davis en York, leidde een sukkelend bestaan met steeds wisselende bezettingen, werd in 1973 opnieuw opgericht en vond zijn eind in 1974. Davis musiceerde daarna in de marge, speelde dan weer hier, dan weer daar, maar bijna altijd met Pete York samen. Hij nam ook soloalbums op. In 1994 volgde een kleine reünie. Ook in 2002 was er een reünie in Manchester.
Hij overleed op 81-jarige leeftijd in Californië.

## Discografie (albums)
- It’s Been So Long met Peter Jameson (1971)
- Mousetrap (1972)
- Crossfire (1984)
- Keep On Running (1999)
- So Far (2006)
- One Fine Day (2021)